# 4e étape du Tour d'Espagne 2014
La 4e étape du Tour d'Espagne 2014 a eu lieu le mardi 26 août 2014 entre les villes de Mairena del Alcor et Cordoue sur une distance de 164,7 km.

## Résultats

### Classement de l'étape
|    | Coureur           | Pays      | Équipe              |    | Temps          |
| -- | ----------------- | --------- | ------------------- | -- | -------------- |
| 1  | John Degenkolb    | Allemagne | Giant-Shimano       | en | 4 h 2 min 55 s |
| 2  | Vicente Reynés    | Espagne   | IAM                 |    | m.t            |
| 3  | Michael Matthews  | Australie | Orica-GreenEDGE     |    | m.t            |
| 4  | Damiano Caruso    | Italie    | Cannondale          |    | m.t            |
| 5  | Daniel Martin     | Irlande   | Garmin-Sharp        |    | m.t            |
| 6  | Alexandr Kolobnev | Russie    | Katusha             |    | m.t            |
| 7  | Lloyd Mondory     | France    | AG2R La Mondiale    |    | m.t            |
| 8  | Valerio Conti     | Italie    | Lampre-Merida       |    | m.t            |
| 9  | Bob Jungels       | Pays-Bas  | Trek Factory Racing |    | m.t            |
| 10 | Fabio Aru         | Italie    | Astana              |    | m.t            |

### Points attribués
|   | Cycliste         | Pays    | Équipe           | Points |
| - | ---------------- | ------- | ---------------- | ------ |
| 1 | Sébastien Turgot | France  | AG2R La Mondiale | 4      |
| 2 | Gert Jõeäär      | Estonie | Cofidis          | 2      |
| 3 | Jimmy Engoulvent | France  | Europcar         | 1      |

|   | Cycliste         | Pays    | Équipe                 | Points |
| - | ---------------- | ------- | ---------------------- | ------ |
| 1 | Amets Txurruka   | Espagne | Caja Rural-Seguros RGA | 4      |
| 2 | Jimmy Engoulvent | France  | Europcar               | 2      |
| 3 | Lluís Mas        | Espagne | Caja Rural-Seguros RGA | 1      |

|    | Cycliste            | Pays      | Équipe                  | Points |
| -- | ------------------- | --------- | ----------------------- | ------ |
| 1  | John Degenkolb      | Allemagne | Giant-Shimano           | 25     |
| 2  | Vicente Reynés      | Espagne   | IAM                     | 20     |
| 3  | Michael Matthews    | Australie | Orica-GreenEDGE         | 16     |
| 4  | Damiano Caruso      | Italie    | Cannondale              | 14     |
| 5  | Daniel Martin       | Irlande   | Garmin-Sharp            | 12     |
| 6  | Alexandr Kolobnev   | Russie    | Katusha                 | 10     |
| 7  | Lloyd Mondory       | France    | AG2R La Mondiale        | 9      |
| 8  | Valerio Conti       | Italie    | Lampre-Merida           | 8      |
| 9  | Bob Jungels         | Pays-Bas  | Trek Factory Racing     | 7      |
| 10 | Fabio Aru           | Italie    | Astana                  | 6      |
| 11 | Pieter Serry        | Belgique  | Omega Pharma-Quick Step | 5      |
| 12 | Elia Favilli        | Italie    | Lampre-Merida           | 4      |
| 13 | Christophe Le Mével | France    | Cofidis                 | 3      |
| 14 | Sergio Pardilla     | Espagne   | MTN-Qhubeka             | 2      |
| 15 | José Herrada        | Espagne   | Movistar                | 1      |

### Cols et côtes
|   | Cycliste         | Pays    | Équipe                 | Points |
| - | ---------------- | ------- | ---------------------- | ------ |
| 1 | Amets Txurruka   | Espagne | Caja Rural-Seguros RGA | 3      |
| 2 | Jimmy Engoulvent | France  | Europcar               | 2      |
| 3 | Javier Aramendia | Espagne | Caja Rural-Seguros RGA | 1      |

|   | Cycliste       | Pays        | Équipe          | Points |
| - | -------------- | ----------- | --------------- | ------ |
| 1 | Winner Anacona | Colombie    | Lampre-Merida   | 5      |
| 2 | Adam Yates     | Royaume-Uni | Orica-GreenEDGE | 3      |
| 3 | Romain Sicard  | France      | Europcar        | 1      |

## Classements à l'issue de l'étape

### Classement général
|    | Cycliste           | Pays             | Équipe                  |    | Temps            |
| -- | ------------------ | ---------------- | ----------------------- | -- | ---------------- |
| 1  | Michael Matthews   | Australie        | Orica-GreenEDGE         | en | 13 h 30 min 44 s |
| 2  | Nairo Quintana     | Colombie         | Movistar                | +  | 8 s              |
| 3  | Alejandro Valverde | Espagne          | Movistar                |    | 15 s             |
| 4  | Rigoberto Urán     | Colombie         | Omega Pharma-Quick Step |    | 19 s             |
| 5  | Damiano Caruso     | Italie           | Cannondale              |    | 21 s             |
| 6  | Esteban Chaves     | Colombie         | Orica-GreenEDGE         |    | 21 s             |
| 7  | George Bennett     | Nouvelle-Zélande | Cannondale              |    | 24 s             |
| 8  | Haimar Zubeldia    | Espagne          | Trek Factory Racing     |    | 24 s             |
| 9  | Alberto Contador   | Espagne          | Tinkoff-Saxo            |    | 27 s             |
| 10 | Wilco Kelderman    | Pays-Bas         | Belkin                  |    | 27 s             |

### Classement par points
|   | Cycliste         | Pays      | Équipe          | Points |
| - | ---------------- | --------- | --------------- | ------ |
| 1 | Michael Matthews | Australie | Orica-GreenEDGE | 45     |
| 2 | John Degenkolb   | Allemagne | Giant-Shimano   | 45     |
| 3 | Nacer Bouhanni   | France    | FDJ.fr          | 33     |

### Classement du meilleur grimpeur
|   | Cycliste      | Pays    | Équipe                 | Points |
| - | ------------- | ------- | ---------------------- | ------ |
| 1 | Lluís Mas     | Espagne | Caja Rural-Seguros RGA | 9      |
| 2 | Jérôme Cousin | France  | Europcar               | 9      |
| 3 | Danilo Wyss   | Suisse  | BMC Racing             | 6      |

### Classement du combiné
|   | Cycliste       | Pays    | Équipe                 | Points |
| - | -------------- | ------- | ---------------------- | ------ |
| 1 | Valerio Conti  | Italie  | Lampre-Merida          | 79     |
| 2 | Lluís Mas      | Espagne | Caja Rural-Seguros RGA | 124    |
| 3 | Amets Txurruka | Espagne | Caja Rural-Seguros RGA | 125    |

### Classements par équipes
|   | Équipe     | Pays       |    | Temps           |
| - | ---------- | ---------- | -- | --------------- |
| 1 | Belkin     | Pays-Bas   | en | 40 h 4 min 29 s |
| 2 | BMC Racing | États-Unis | +  | 9 s             |
| 3 | Katusha    | Russie     |    | 26 s            |

## Abandon
Aucun.